# Mutacja niesynonimiczna
Mutacja niesynonimiczna to mutacja punktowa, która w przeciwieństwie do mutacji synonimicznej zmienia aminokwas kodowany przez kodon (np. UUG kodujące leucynę zmienia się w UUC kodujące fenyloalaninę).
Mutacje niesynonimiczne mogą powstawać w wyniku delecji lub insercji nukleotydu, prowadząc do np. przesunięcia ramki odczytu. Mogą też powstać w wyniku substytucji (transwersji lub tranzycji), dając w efekcie mutację nonsensowną lub zmiany sensu. Mówi się w tych przypadkach o substytucji niesynonimicznej.
W większości przypadków, w zależności od położenia aminokwasu, może nie wpłynąć na funkcjonowanie genomu. Większość białek toleruje nawet kilka zmian pojedynczych aminokwasów, ale położona w ważnych miejscach, np. w centrum aktywnym enzymu, nawet tylko jedna taka zmiana może wywołać poważniejsze skutki.